# 鼎部
鼎部，為漢字索引中的部首之一，康熙字典214個部首中的第二百〇六個（十三劃的則為第二個）。就繁體和簡體中文中，鼎部歸於十三劃部首。鼎部只以下方為部字。且無其他部首可用者將部首歸為鼎部。

## 部首單字解釋
1.飪食器，兼烹飪與盛食之用。多用青銅鑄成，鼎的形狀大都是圓腹、兩耳、三足，也有四足方鼎；形制則因時、因地而有不同。參見「鼎」條目。
2.王位、帝業的代稱。
3.顯赫、尊貴。
4.碩大、盛大。
5.易卦名。六十四卦之一。巽下離上。
6.姓。見萬姓統譜 · 八七。
7.極、甚、非常。
8.有如鼎足三方並立的樣子。

## 字形

甲骨文
金文
大篆
小篆

## 字例
| 除部首外之筆劃 | 字例 |
| -------------- | ---- |
| 0              |      |
| 2              |      |
| 3              |      |
| 11             |      |